# Mecometopus purus
Mecometopus purus är en skalbaggsart som beskrevs av Bates 1870. Mecometopus purus ingår i släktet Mecometopus och familjen långhorningar. Inga underarter finns listade i Catalogue of Life.